# Volby do Poslanecké sněmovny Parlamentu České republiky 2021

Vítězná uskupení v krajích

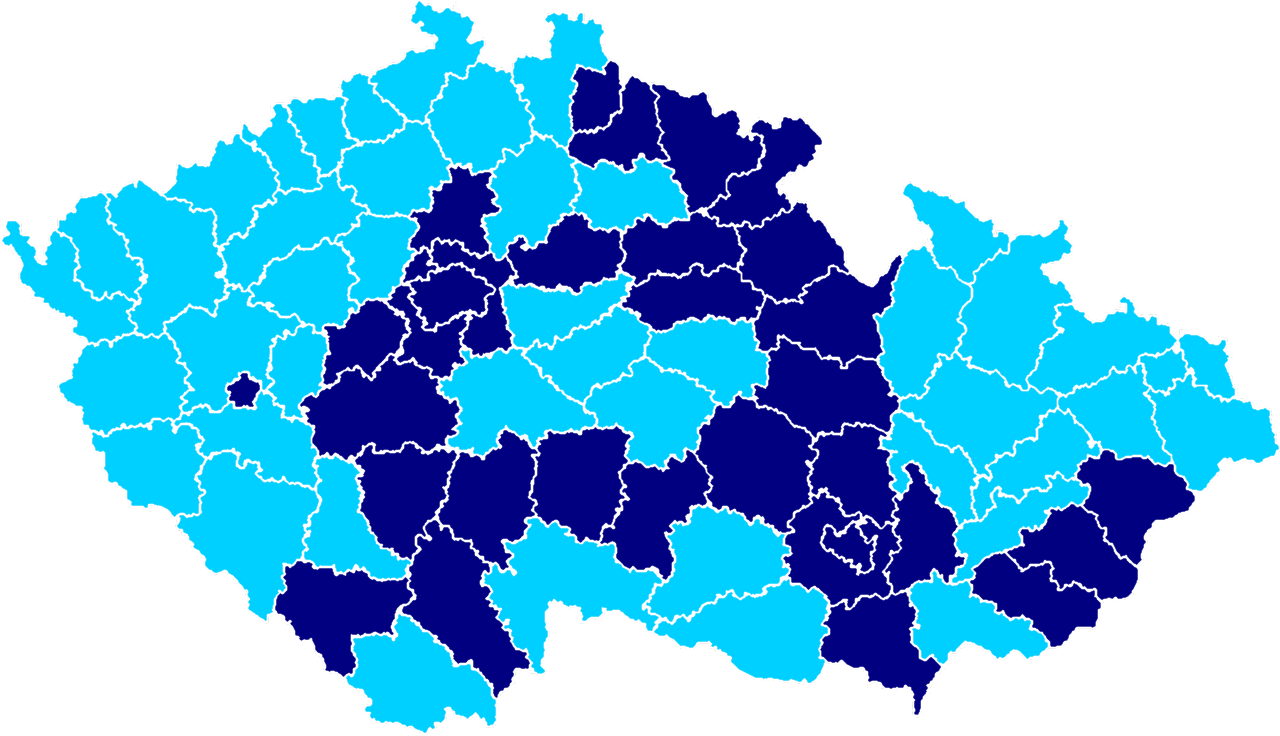
Vítězná uskupení v okresech

Volby do Poslanecké sněmovny Parlamentu České republiky v roce 2021 proběhly ve dnech 8. a 9. října 2021. Ve volbách kandidovalo celkem 22 subjektů – 11 politických stran, 9 politických hnutí a 2 volební koalice. Jednalo se o první volby do Poslanecké sněmovny, které se konaly podle nových regulí po rozhodnutí Ústavního soudu o zrušení části volebního zákona. Hranici potřebnou pro vstup do sněmovny (5 % pro jednotlivé strany, resp. 8 % pro dvoučlenné koalice a 11 % pro vícečetné koalice) překročily čtyři subjekty: vyhrála koalice SPOLU (ODS, TOP 09 a KDU-ČSL) s volebním lídrem Petrem Fialou s 27,79 % hlasů, na druhém místě skončilo hnutí ANO stávajícího premiéra Andreje Babiše s 27,12 %, na třetím místě koalice Piráti a Starostové (Piráti a STAN) s volebním lídrem Ivanem Bartošem s 15,62 % a na čtvrtém místě hnutí SPD s 9,56 %. Poprvé v historii samostatného Česka se do Poslanecké sněmovny nedostaly tradiční strany ČSSD a KSČM. Volební účast 65,43 % byla třetí nejvyšší v historii České republiky, vyšší byla pouze v letech 1996 a 1998.

## Výsledky

Mapa volební účasti.

Srovnání volební účasti v okresech s celostátním průměrem.

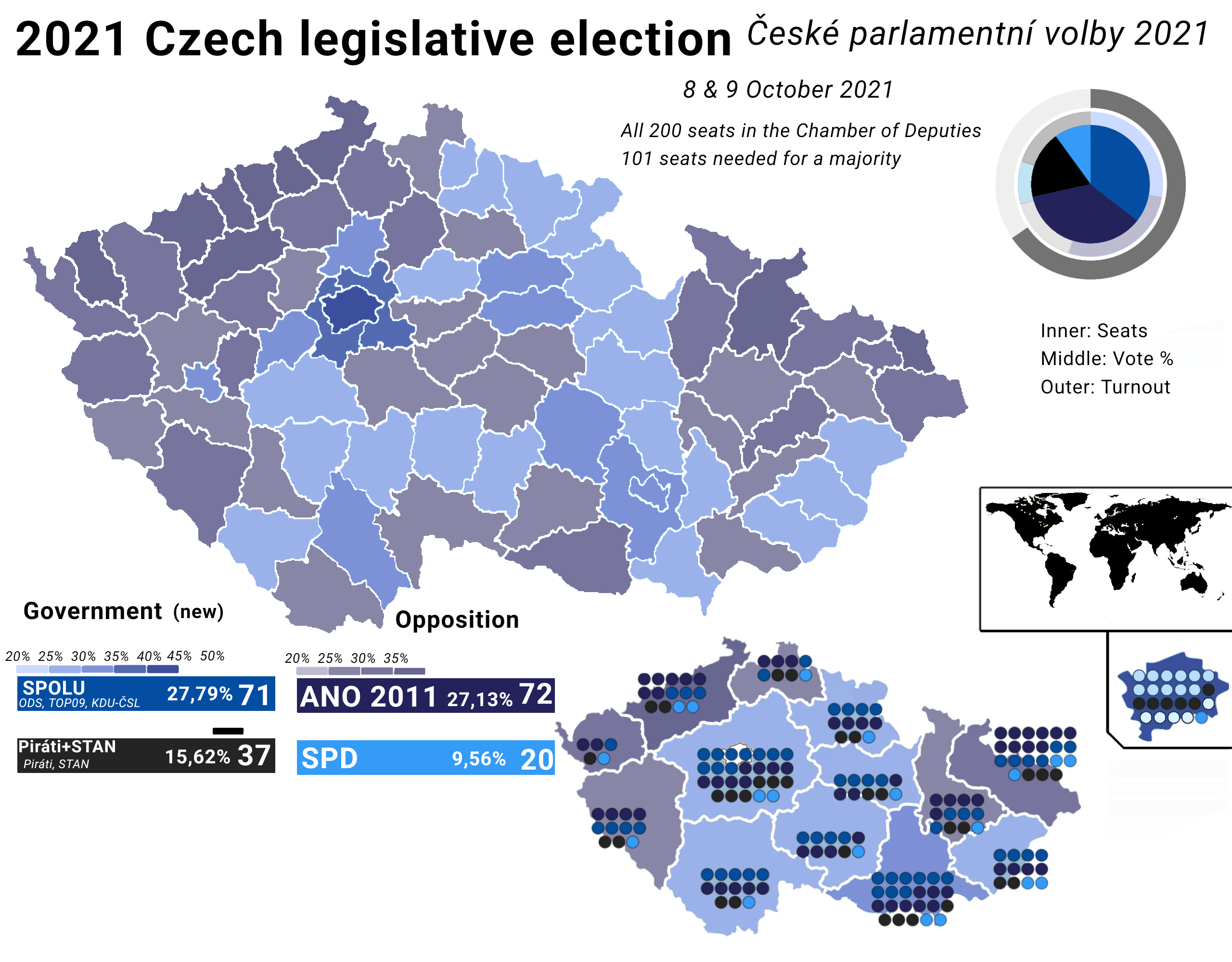
Podrobné výsledky
SPOLU
ANO

|                           | SPOLU                                                                  | ANO          | Piráti a Starostové                                | SPD           |
| ------------------------- | ---------------------------------------------------------------------- | ------------ | -------------------------------------------------- | ------------- |
| Volební lídr              | Petr Fiala                                                             | Andrej Babiš | Ivan Bartoš                                        | Tomio Okamura |
| Počet hlasů               | 1 493 905                                                              | 1 458 140    | 839 776                                            | 513 910       |
| Podíl                     | 27,79 % ▲                                                              | 27,12 % ▼    | 15,62 % ▼                                          | 9,56 % ▼      |
| Počet mandátů (vs. 2017 ) | 71 (▲ 29)                                                              | 72 (▼ 6)     | 37 (▲ 9 )                                          | 20 (▼2)       |
| Předchozí volby (2017)    | 22,44 % (42) ODS: 11,32 % (25) KDU-ČSL: 5,80 % (10) TOP 09: 5,31 % (7) | 29,64 % (78) | 15,98 % (28) Piráti: 10,79 % (22) STAN: 5,18 % (6) | 10,64 % (22)  |

### Celkové výsledky
|                              |                                          |           |       |       |         |         |         |
| Subjekt                      | Subjekt                                  | Hlasy     | Hlasy | Hlasy | Mandáty | Mandáty | Mandáty |
| Subjekt                      | Subjekt                                  | Počet     | %     | ±     | Počet   | ±       | %       |
|                              | SPOLU                                    | 1 493 905 | 27,79 | +5,36 | 71      | +29     | 35,5    |
|                              | ANO 2011                                 | 1 458 140 | 27,12 | -2,52 | 72      | -6      | 36,0    |
|                              | Piráti a Starostové                      | 839 776   | 15,62 | -0,35 | 37      | +9      | 18,5    |
|                              | Svoboda a přímá demokracie               | 513 910   | 9,56  | -1,08 | 20      | -2      | 10,0    |
|                              | Přísaha – občanské hnutí Roberta Šlachty | 251 562   | 4,68  | nová  | 0       |         | 0       |
|                              | Česká strana sociálně demokratická       | 250 397   | 4,65  | -2,62 | 0       | -15     | 0       |
|                              | Komunistická strana Čech a Moravy        | 193 817   | 3,60  | -4,16 | 0       | -15     | 0       |
|                              | Trikolora Svobodní Soukromníci           | 148 463   | 2,76  | nová  | 0       |         | 0       |
|                              | Volný blok                               | 71 587    | 1,33  | nová  | 0       |         | 0       |
|                              | Strana zelených                          | 53 343    | 0,99  | -0,47 | 0       |         | 0       |
|                              | Otevřeme Česko                           | 21 804    | 0,40  | nová  | 0       |         | 0       |
|                              | Švýcarská demokracie                     | 16 823    | 0,31  | nová  | 0       |         | 0       |
|                              | Moravané                                 | 14 285    | 0,26  | +0,04 | 0       |         | 0       |
|                              | Aliance pro budoucnost                   | 11 531    | 0,21  | +0,06 | 0       |         | 0       |
|                              | Koruna Česká                             | 8 635     | 0,16  | -0,01 | 0       |         | 0       |
|                              | Hnutí Prameny                            | 8 599     | 0,15  | nová  | 0       |         | 0       |
|                              | Nevolte Urza.cz.                         | 6 775     | 0,12  | nová  | 0       |         | 0       |
|                              | Aliance národních sil                    | 5 167     | 0,09  | +0,09 | 0       |         | 0       |
|                              | Senioři 21                               | 3 698     | 0,06  | nová  | 0       |         | 0       |
|                              | Moravské zemské hnutí                    | 1 648     | 0,03  | nová  | 0       |         | 0       |
|                              | Levice                                   | 639       | 0,01  | nová  | 0       |         | 0       |
|                              | Pravý blok                               | 586       | 0,01  | +0,01 | 0       |         | 0       |
| Celkem                       | Celkem                                   | 5 375 090 | 100   | –     | 200     | –       | 100     |
|                              |                                          |           |       |       |         |         |         |
| Platné hlasy                 | Platné hlasy                             | 5 375 090 | 99,32 | –     | –       | –       | –       |
| Neplatné hlasy               | Neplatné hlasy                           | 36 794    | 0,68  | –     | –       | –       | –       |
| Hlasy pod uzavírací klauzulí | Hlasy pod uzavírací klauzulí             | 1 069 359 | 19,76 | –     | –       | –       | –       |
| Celkem hlasů                 | Celkem hlasů                             | 5 411 884 | 100   | –     | –       | –       | –       |
| Registrovaní voliči/účast    | Registrovaní voliči/účast                | 8 275 752 | 65,43 |       |         |         |         |
| Zdroj:                       |                                          |           |       |       |         |         |         |

#### Rozdělení mandátů
V případě volebních koalic (SPOLU a Piráti a Starostové) přísluší mandáty dané koalici, nikoliv navrhujícím stranám. V případě zániku mandátu se poslancem stane další dle pořadí na příslušné kandidátce koalice, nikoliv tedy nutně kandidát dané strany.
|        |                              |         |     |
| Strana | Strana                       | Mandáty | ±   |
|        | ANO 2011                     | 72/200  | ▼6  |
|        | Občanská demokratická strana | 34/200  | ▲9  |
|        | Starostové a nezávislí       | 33/200  | ▲27 |
|        | KDU-ČSL                      | 23/200  | ▲13 |
|        | Svoboda a přímá demokracie   | 20/200  | ▼2  |
|        | TOP 09                       | 14/200  | ▲7  |
|        | Česká pirátská strana        | 4/200   | ▼18 |
| Zdroj: |                              |         |     |

| Politický subjekt             | Počet poslanců | +/− |
| ----------------------------- | -------------- | --- |
| ANO 2011                      | 63             | 0   |
| Občanská demokratická strana  | 33             | +10 |
| Starostové a nezávislí        | 31             | +25 |
| Svoboda a přímá demokracie    | 20             | -2  |
| KDU-ČSL                       | 19             | +9  |
| bezpartijní                   | 15             | -5  |
| TOP 09                        | 13             | +7  |
| Česká pirátská strana         | 4              | -17 |
| Nestraníci                    | 1              | +1  |
| Starostové pro Liberecký kraj | 1              | +1  |

### Výsledky dle krajů

#### Procenta hlasů
| Kraj            | SPOLU | ANO  | PaS  | SPD  | Přísaha | ČSSD | KSČM | Ostatní |     |     |
| --------------- | ----- | ---- | ---- | ---- | ------- | ---- | ---- | ------- | --- | --- |
| Kraj            | Praha | 40.0 | 17.5 | 22.6 | 4.6     | 3.4  | 4.0  | Ostatní | 2.1 | 5.8 |
| Středočeský     | 28.7  | 24.9 | 19.5 | 7.8  | 4.6     | 4.6  | 3.5  | 6.4     |     |     |
| Jihočeský       | 29.1  | 26.7 | 13.5 | 9.0  | 4.5     | 5.5  | 4.5  | 7.2     |     |     |
| Plzeňský        | 26.6  | 29.0 | 13.9 | 10.0 | 4.7     | 5.0  | 4.1  | 6.7     |     |     |
| Karlovarský     | 20.2  | 33.1 | 14.2 | 12.8 | 4.9     | 3.8  | 3.4  | 7.6     |     |     |
| Ústecký         | 19.8  | 35.6 | 14.0 | 11.9 | 4.4     | 3.2  | 3.9  | 7.2     |     |     |
| Liberecký       | 22.8  | 26.9 | 21.4 | 11.0 | 4.3     | 3.5  | 3.0  | 7.1     |     |     |
| Královéhradecký | 28.6  | 27.0 | 15.1 | 9.1  | 4.7     | 4.9  | 3.4  | 7.2     |     |     |
| Pardubický      | 28.5  | 26.8 | 14.1 | 9.4  | 5.0     | 5.1  | 3.8  | 7.3     |     |     |
| Vysočina        | 28.0  | 26.7 | 13.5 | 8.9  | 5.2     | 6.7  | 4.7  | 6.3     |     |     |
| Jihomoravský    | 30.0  | 25.4 | 14.2 | 9.4  | 6.0     | 4.4  | 3.7  | 6.9     |     |     |
| Olomoucký       | 24.5  | 29.8 | 12.4 | 12.2 | 4.7     | 4.5  | 4.0  | 7.9     |     |     |
| Zlínský         | 27.8  | 27.0 | 13.4 | 11.4 | 4.2     | 4.9  | 3.3  | 8.0     |     |     |
| Moravskoslezský | 20.6  | 33.7 | 11.1 | 12.8 | 4.9     | 5.4  | 4.0  | 7.5     |     |     |
| ČR celkem       | 27.8  | 27.1 | 15.6 | 9.6  | 4.7     | 4.7  | 3.6  | 6.9     |     |     |
| Zdroj:          |       |      |      |      |         |      |      |         |     |     |

#### Rozdělení mandátů (koalice)

Zisk mandátů v krajích podle koalic

| Kraj            | ANO   | SPOLU | PaS | SPD | Celkem |   |    |
| --------------- | ----- | ----- | --- | --- | ------ | - | -- |
| Kraj            | Praha | 5     | 11  | 6   | Celkem | 1 | 23 |
| Středočeský     | 8     | 10    | 6   | 2   | 26     |   |    |
| Jihočeský       | 5     | 5     | 2   | 1   | 13     |   |    |
| Plzeňský        | 4     | 4     | 2   | 1   | 11     |   |    |
| Karlovarský     | 2     | 1     | 1   | 1   | 5      |   |    |
| Ústecký         | 7     | 3     | 2   | 2   | 14     |   |    |
| Liberecký       | 3     | 2     | 2   | 1   | 8      |   |    |
| Královéhradecký | 4     | 4     | 2   | 1   | 11     |   |    |
| Pardubický      | 3     | 4     | 2   | 1   | 10     |   |    |
| Vysočina        | 4     | 4     | 1   | 1   | 10     |   |    |
| Jihomoravský    | 8     | 9     | 4   | 2   | 23     |   |    |
| Olomoucký       | 5     | 4     | 2   | 1   | 12     |   |    |
| Zlínský         | 4     | 4     | 2   | 2   | 12     |   |    |
| Moravskoslezský | 10    | 6     | 3   | 3   | 22     |   |    |
| ČR celkem       | 72    | 71    | 37  | 20  | 200    |   |    |
| Zdroj:          |       |       |     |     |        |   |    |

#### Rozdělení mandátů (strany)
| Kraj            | ANO   | ODS | STAN | KDU-ČSL | SPD | TOP 09 | Piráti | Celkem |   |    |
| --------------- | ----- | --- | ---- | ------- | --- | ------ | ------ | ------ | - | -- |
| Kraj            | Praha | 5   | 6    | 4       | 2   | 1      | 3      | Celkem | 2 | 23 |
| Středočeský     | 8     | 6   | 5    | 1       | 2   | 3      | 1      | 26     |   |    |
| Jihočeský       | 5     | 2   | 2    | 2       | 1   | 1      | N/A    | 13     |   |    |
| Plzeňský        | 4     | 2   | 2    | N/A     | 1   | 2      | N/A    | 11     |   |    |
| Karlovarský     | 2     | 1   | 1    | N/A     | 1   | N/A    | N/A    | 5      |   |    |
| Ústecký         | 7     | 2   | 1    | N/A     | 2   | 1      | 1      | 14     |   |    |
| Liberecký       | 3     | 2   | 2    | N/A     | 1   | N/A    | N/A    | 8      |   |    |
| Královéhradecký | 4     | 2   | 2    | 1       | 1   | 1      | N/A    | 11     |   |    |
| Pardubický      | 3     | 1   | 2    | 2       | 1   | 1      | N/A    | 10     |   |    |
| Vysočina        | 4     | 1   | 1    | 2       | 1   | 1      | N/A    | 10     |   |    |
| Jihomoravský    | 8     | 4   | 4    | 4       | 2   | 1      | N/A    | 23     |   |    |
| Olomoucký       | 5     | 1   | 2    | 3       | 1   | N/A    | N/A    | 12     |   |    |
| Zlínský         | 4     | 1   | 2    | 3       | 2   | N/A    | N/A    | 12     |   |    |
| Moravskoslezský | 10    | 3   | 3    | 3       | 3   | N/A    | N/A    | 22     |   |    |
| ČR celkem       | 72    | 34  | 33   | 23      | 20  | 14     | 4      | 200    |   |    |
| Zdroj:          |       |     |      |         |     |        |        |        |   |    |

Zisk mandátů v krajích podle jednotlivých stran

Mapy výsledků čtyř subjektů, které se dostaly do nové sněmovny
SPOLU (ODS, KDU-ČSL, TOP 09)
ANO
Piráti a Starostové (Piráti, STAN)
SPD

### Volební paradoxy
Přestože koalice SPOLU získala ve volbách nejvíce hlasů, nezískala ve Sněmovně nejvíce poslaneckých míst. Někteří komentátoři to označili za volební paradox. Politolog a volební expert Daniel Kerekes vypočítal, že pokud by koalice SPOLU získala v Jihočeském kraji o 3857 až 6003 hlasů méně, měla by o poslance navíc a hnutí ANO o poslance méně. Koalice SPOLU by se tak stalo vítězem voleb i na počet mandátů.
Koalice dvou stran Piráti a Starostové získala ve volbách 15,6 % hlasů a 37 poslaneckých mandátů. Pirátům z toho připadly 4 mandáty, zatímco hnutí STAN jich obdrželo 33. Tento výsledek vznikl tím, že voliči významně kroužkovali kandidáty jmenované na společnou kandidátku hnutím STAN.
Podle průzkumu agentury STEM, který se konal ve dnech 15. až 25. října, se 61 % voličů koalice Piráti a Starostové považuje za voliče Pirátů. Tito dle průzkumu kroužkovali pouze v 29 % případů, zatímco voliči koalice považující se za voliče STAN kroužkovali v 58 % případů. U koalice SPOLU se za příznivce ODS označilo 49 % voličů, za příznivce TOP 09 26 % voličů a za příznivce KDU-ČSL 25 % voličů. Preferenční hlasy pak využilo 47 % voličů KDU-ČSL, 44 % voličů ODS a 35 % voličů TOP 09.

## Volební systém

### Původní volební systém
Volby do Poslanecké sněmovny PČR probíhají dle zákona č. 247/1995 Sb., o volbách do Parlamentu České republiky a o změně a doplnění některých dalších zákonů. Přímo k volbám do sněmovny se vyjadřuje především oddíl druhý (§ 24 – § 55).
Volební právo má každý oprávněný volič. Základem k registraci kandidátů, stanovení kandidátních listin, určení výsledků a následnému přidělení mandátů jsou kraje České republiky. Nejpozději do 45 dnů před dnem voleb musí mít seznam platných kandidátních listin Státní volební komise, která určuje losem čísla hlasovacích lístků. V jednom z obou dnů voleb pak oprávněný volič, po připuštění přítomnou volební komisí k hlasování, volí jedním lístkem vloženým do úřední obálky předané přítomnou komisí, na němž může v seznamu kandidátů vyznačit až čtyři, kterým dává přednost.
Po skončení voleb okrsková volební komise sečte všechny platné hlasy co do počtu lístků, tak do počtu kroužků vyznačujících preferenční hlasy.
Počet poslanců je stanoven zákonem na 200. Rozdělení mandátů mezi volební kraje (tj. kraje ČR) určilo tzv. republikové mandátové číslo. To se rovnalo podílu všech platných hlasů odevzdaných ve všech krajích a počtu poslanců, který je následně zaokrouhlen na jednotky. Tímto mandátovým číslem se pak dělí počet platných hlasů v každém z krajů. Pakliže nejsou takto rozděleny všechny, tedy jejich součet je méně než 200, přidává se postupně po jednom mandátu tak, že první získá kraj s největším zbytkem po dělení, druhý s druhým největším atd., dokud není dosaženo sumy 200 rozdělených mandátů.
Dělení mandátů se týkalo pouze a jedině těch kandidujících subjektů, které vstupují do tzv. skrutinia. To zahrnovalo všechny subjekty, které na republikové úrovni získaly alespoň 5 % všech platných hlasů, pakliže šlo o subjekt složený ze dvou stran, tří stran, čtyř a více, zahrnulo ty, které získaly 10 %, 15 % nebo 20 %. K výsledkům subjektů tyto podmínky nesplňující se dále již nepřihlíželo.
V rámci kraje se příslušné mandáty dělily mezi kandidátní listy tak, že se platné hlasy postoupivší předtím do skrutinia dělí postupně čísly 1; 2; 3 a dále číslem n+1 pro každý z listů, nejvýše číslem rovným počtu kandidátů na listu. Výsledné podíly za všechny listy se seřadily dle velikosti sestupně a ohled se bral na to, kolik je mandátů předem přisouzeno kraji. Mandáty se v rámci listu primárně přidělovaly postupně, jak jsou za sebou seřazeny osoby na kandidátním listě. Pokud některá osob na listu získala tolik přednostních hlasů, že to bylo nejméně 5 % z celkového počtu platných hlasů v daném kraji pro tento list, připadne mandát této osobě přednostně (může tedy „přeskočit“ výše umístěného kandidáta).

### Rozhodnutí Ústavního soudu
Na základě návrhu skupiny senátorů rozhodl Ústavní soud dne 3. února 2021 o zrušení několika ustanovení dotčeného zákona č. 247/1995 Sb. Návrh napadl neústavnost použití D'Hondtovy volební formule při rozdělení mandátů v rámci krajů, taktéž byla zpochybněna ústavnost uzavírací klauzule pro kandidující koalice, jež je oproti hranici alespoň 5 % navýšena na 10, resp. 15, resp. 20 %.
Plénum Ústavního soudu rozhodlo s ohledem na především nepodloženost krajského přerozdělování mandátů, kdy neexistující odůvodnění pro podobu krajů a výpočtu mandátů v krajích může deformovat poměrné zastoupení. Nález soudu zdůrazňuje potřebu přihlédnout k poměrnému zastoupení v kontextu celé republiky. Využití daných volebních krajů sice soud nálezem neruší, odstraňuje ale techniku rozdělení mandátů po krajích skrze tzv. republikové mandátové číslo. Rozhodnutím soudu také došlo k odstranění D'Hondtovy volební formule z postupu zjišťování výsledků v tzv. skrutiniu, tím tedy k zneplatnění skrutinia jako takového. Soud ponechal pouze podmínku nejméně 5 % v rámci celostátního zisku kandidujícího subjektu, a to navzdory návrhu navrhovatele, který i tu považoval za protiústavní. Ve stručnosti soud argumentoval především potřebou bránit ústavnost, a proto zrušil ta ustanovení volebního zákona, která porušují princip rovnosti hlasů. Nález (Pl. ÚS 44/17) nabyl účinnosti dnem vyhlášení ve Sbírce zákonů.

### Novela volebního zákona
Zrušením vybraných částí zákona č. 247/1995 Sb. Ústavním soudem došlo k absenci metody přidělující mandáty stranám dle jejich zisků ve volbách. Nejvyšší správní soud záhy oznámil, že svým výkladem by mohl případně k výsledku dojít. Další variantou by také mohlo být odložení voleb, pakliže by trval nouzový stav kvůli pandemii covidu-19, to nejvíce o šest měsíců. Ústava České republiky stanoví, že volební zákon se mění přijetím zákona v obou komorách Parlamentu většinou členů. Bylo tedy třeba, aby se Senát i Sněmovna shodly na projednávaném návrhu.
Návrh novely volebního zákona byl nakonec vládním, počítal s buď ponecháním 14 volebních krajů, nebo zavedením jediného, kterým by bylo území celé České republiky. Vláda to schválila 22. února a následně předložila Poslanecké sněmovně. Poslanci se přiklonili k zachování volebních krajů, stejně tak navýšené načítací klauzuli pro koalice, která bude ale snížena oproti zrušené podobě. První čtení proběhlo 9. března a návrh byl postoupen výborům. Druhé čtení pak 25. března. Diskuzi nad novelou poté zasáhl spor o rozdělení zbývajících mandátů, tedy křesel zbyvších po prvním skrutiniu. Poslanec Marek Benda navrhl ponechat rozdělení křesel stran, která nebyla určena v krajích a zbyla, na vedení stran, proti čemuž se především ohradili poslanci Pirátů a STAN, ale také Marek Výborný za KDU-ČSL. Kritika poukazovala na převzetí výběru zástupců stranami, místo plně občany. Výsledkem bylo nakonec přijetí varianty předsedy Sněmovny, Radka Vondráčka, která tento druhý krok, tzv. druhé skrutinium, automatizuje bez zásahu samotných stran.
Ústavně právní výbor tak poslal zákon do třetího čtení, kdy skrze něj byl návrh přijat 7. dubna a tím postoupen Senátu. Předseda Senátu, Miloš Vystrčil, oznámil zařazení na schůzi Senátu dne 28. dubna. Připomenul, že v Senátu je většina za korespondenční volbu pro Čechy v zahraničí, což ale bylo proti předchozí domluvě obou předsedů v parlamentu a proti názoru Sněmovny. Prezident Miloš Zeman avizoval, že zákon nevetuje, s korespondenční volbou ovšem také nesouhlasil.
Sněmovnou schválený návrh, s provedenými změnami oproti vládní verzi, počítá s dvěma skrutinii a rozdělením křesel mezi kraji dle počtu hlasů v každém z nich. Ke vstupu do prvního skrutinia musí v součtu hlasů za všechny kraje získat strana 5 % ze všech hlasů ve volbách, koalice dvou stran 8 % a koalice více stran 11 %. S využitím tzv. Imperialiho kvóty jsou pak přisouzena stranám v prvním skrutiniu křesla v krajích tak, aby jich bylo rozděleno nejvýše tolik, kolik bylo kraji přisouzeno mandátů. Zbývající křesla se ve druhém skrutiniu rozdělují stranám dle největší sumy zbytků po dělení hlasů ve všech krajích. V případě nerozdělení všech 200 křesel mezi kraje či v případě nerozdělení všech mandátů ve druhém skrutiniu se postupuje rozdělením zůstavších dle největších zbytků.
Senát schválil sněmovní verzi novely zákona, jak bylo plánováno, na schůzi započaté 28. dubna. Navzdory zájmům klubu STAN zařadit do novely korespondenční hlasování pro české občany žijící v cizině nebyla tato změna přijata. Proti byl především klub ODS a TOP 09, jehož zástupci argumentovali tím, že sněmovní návrh je výsledkem kompromisu zúčastněných a opakované schvalování senátní změny ve Sněmovně by mohlo znamenat následně horší verzi, postoupenou Senátu podruhé. Komise Senátu ale doporučila projednat tuto volbu nově vzniknuvší dolní komorou po volbách v říjnu 2021.

### Volby v zahraničí
Voleb se zúčastnili i Češi žijící či pobývající v zahraničí. Bylo otevřeno 111 volebních míst, většinou na českých velvyslanectvích a konzulátech. Voliči v zahraničí volili kandidáty z Ústeckého kraje. Hlasování bylo umožněno i 120 českým vojákům na mezinárodní misi v Mali. Ve volebních seznamech v zahraničí bylo zapsáno 18 808 voličů, z nichž k volbám přišlo 13 236 (tj. 70,37 %). Zahraniční voliči dali 50,47 % hlasů Pirátům a Starostům, 34,26 % koalici SPOLU, 4,99 % hnutí ANO a 2,19 % SPD, 1,85 % Zeleným, 1,6 % Přísaze, 1,6 % TSS, 1,52 % ČSSD a 0,37 % KSČM. Nejvíce voličů přišlo k volbám v Bruselu a Londýně.

### Místní referenda
Souběžně s volbami se ve 20 městech či obcích uskutečnila místní referenda. O místních záležitostech voliči rozhodovali v Blšanech u Loun, Blučině, Bzenci, Dačicích, Drnholci, Jáchymově, Jezeřanech-Maršovicích, Katovicích, Losiné, Pardubicích, Podolí, Příkosicích, Řevnicích, Slavonicích, Sušici, Ševětíně, Temelíně, Třemošnici, Velkém Beranově, Zduchovicích a v ostravské městské části Stará Bělá.

### Pandemická opatření
Stejně jako u krajských voleb v roce 2020 počítá pandemická pohotovost, ošetřená pandemickým zákonem, se zřízením speciálních volebních míst pro lidi v izolaci či karanténě. Obdobně by byla vybudována tzv. drive-in místa pro hlasování z auta. K zajištění hygienických podmínek v klasických volebních místnostech se počítá s dezinfekcí a ochranou dýchacích cest. O tom, zda budou muset obce, zodpovědné za své volební místnosti obecně, tato opatření připravit, závisí na trvání pandemického stavu a definitivně to bude známo během měsíce září.
Speciální termíny voleb byly vyhlášeny na 6. a 7. října.

## Předvolební dění

### Výsledky předešlých voleb v roce 2017

Rozvržení mandátů po parlamentních volbách v roce 2017

| strana   | hlasů     | procent  | mandátů |
| -------- | --------- | -------- | ------- |
| ANO      | 1 500 113 | 29,64 %  | 78      |
| ODS      | 572 948   | 11,32 %  | 25      |
| Piráti   | 546 393   | 10,79 %  | 22      |
| SPD      | 538 574   | 10,64 %  | 22      |
| KSČM     | 393 100   | 7,76 %   | 15      |
| ČSSD     | 368 347   | 7,27 %   | 15      |
| KDU-ČSL  | 293 643   | 5,80 %   | 10      |
| TOP 09   | 268 811   | 5,31 %   | 7       |
| STAN     | 262 157   | 5,18 %   | 6       |
| Svobodní | 79 229    | 1,56 %   | 0       |
| ostatní  | 237 444   | 4,69 %   | 0       |
| CELKEM   | 5 060 759 | 100,00 % | 200     |

### Vývoj před volbami

#### Do podzimu 2020
Po volbách 2017 sestavilo hnutí ANO jednobarevnou vládu. Ta však nezískala podporu Poslanecké sněmovny. Následně tedy hnutí ANO vytvořilo vládu s ČSSD za podpory poslanců KSČM. Premiérem byl v obou vládách Andrej Babiš. Vláda vládla až do příchodu koronavirové krize v období, kdy v celé EU rostla ekonomika. Kritici vládě vyčítali zejména údajnou populistickou politiku a neudržitelné zacházení s veřejnými financemi, kauzy premiéra Andreje Babiše a dalších členů vlády (například ministryně pro místní rozvoj Kláry Dostálové nebo ministra dopravy Vladimíra Kremlíka), případně závislost vlády na komunistické straně a prezidentu Zemanovi, příznivci naopak vyzdvihovali například růst důchodů nebo slevy na jízdném pro seniory.[zdroj?]
Politické preference se od voleb 2017 měnily jen mírně. Podpora hnutí ANO dle průzkumů zůstávala stejná nebo mírně narůstala, nikdy však nepřekročila podporu 33 %, tato podpora tak pro hnutí představovala strop. Potvrzovalo se ale, že si ANO drží zásadní část elektorátu mezi voliči nad 65 let. O post lídra opozice soupeřila ODS s Českou pirátskou stranou. Nadále klesala podpora ČSSD, mírně klesala rovněž podpora KSČM. Dle některých průzkumů těmto dvěma levicovým stranám hrozilo vypadnutí ze sněmovny. Mírně klesala i podpora SPD. KDU-ČSL, TOP 09 a hnutí STAN se pohybovaly okolo hranice 5 %. Demokratické opoziční strany opakovaně deklarovaly zájem ve volbách roku 2021 kandidovat alespoň částečně sjednoceně, prozatím však nebyla jasná konkrétní podoba takového sjednocení.[zdroj?]

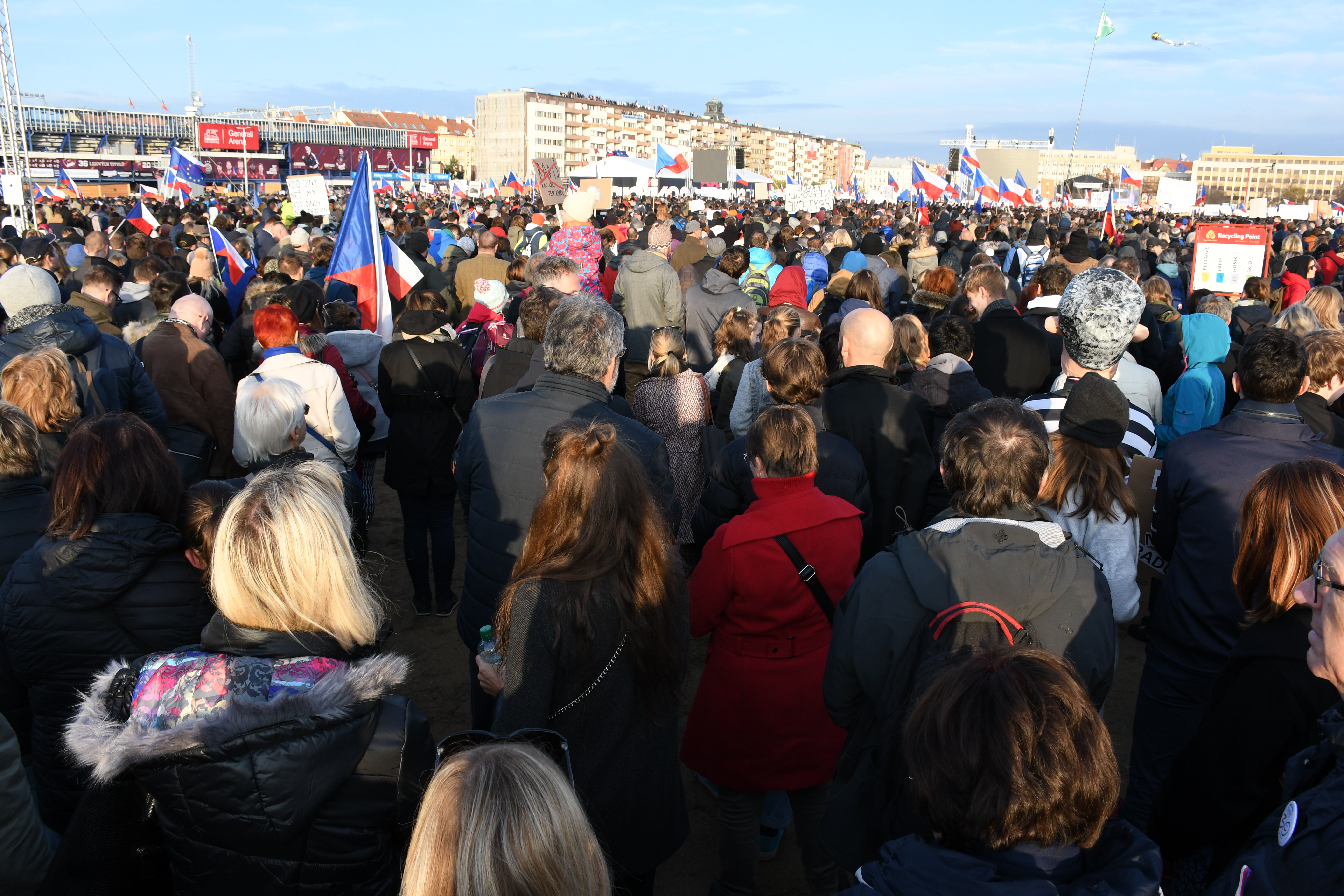
Jedna z demonstrací proti Andreji Babišovi na Letné v Praze, rok 2019

Od proběhnuvších voleb v roce 2017 se na české politické scéně objevilo několik nových politických stran a hnutí. Šlo o hnutí Trikolóra, které založil vyloučený poslanec ODS Václav Klaus ml. v červnu 2019, program, který obsahoval tři pilíře – obrana „normálního“ světa, bohatství vzniká z práce a obrana národní demokracie, představili v září stejného roku. V roce 2020 se v lednu na ustavujícím sjezdu sloučily dva subjekty do strany Levice, která se v programu staví za individuální směřování jednotlivce, velkou transformaci v přípravě na klimatickou změnu, sociální politiku a bydlení. Posledním ze tří, hnutí Budoucnost, vzniklo oficiálně ustavujícím sjezdem v červenci 2020, staví se za „spravedlivou, udržitelnou a bezpečnou budoucnost“, konkrétněji za oddlužení domácností, zkrácení pracovní doby a vypořádání se s klimatickou krizí.
Na jaře 2019 vzbudily pozornost demonstrace spolku Milion chvilek pro demokracii, které byly namířeny zejména proti premiérovi Andreji Babišovi a ministryni spravedlnosti Marii Benešové. Tento spolek uspořádal v červnu roku 2019 na pražské letenské pláni největší demonstraci v Česku od doby Sametové revoluce. Podobně rozsáhlou demonstraci pak zopakoval 16. listopadu 2019 na stejném místě. Demonstrace byly konány i v dalších městech. Vliv na podporu jednotlivých politických stran tyto protesty neměly prakticky žádný, zintenzivnily však debaty o spojenectví opozičních demokratických stran do jednoho, dvou či tří bloků.

#### Podzim 2020, krajské a senátní volby, druhá vlna pandemie covidu-19
V říjnu 2020, tj. asi rok před plánovaným termínem sněmovních voleb, se konaly volby krajské a ve třetině obvodů volby senátní.

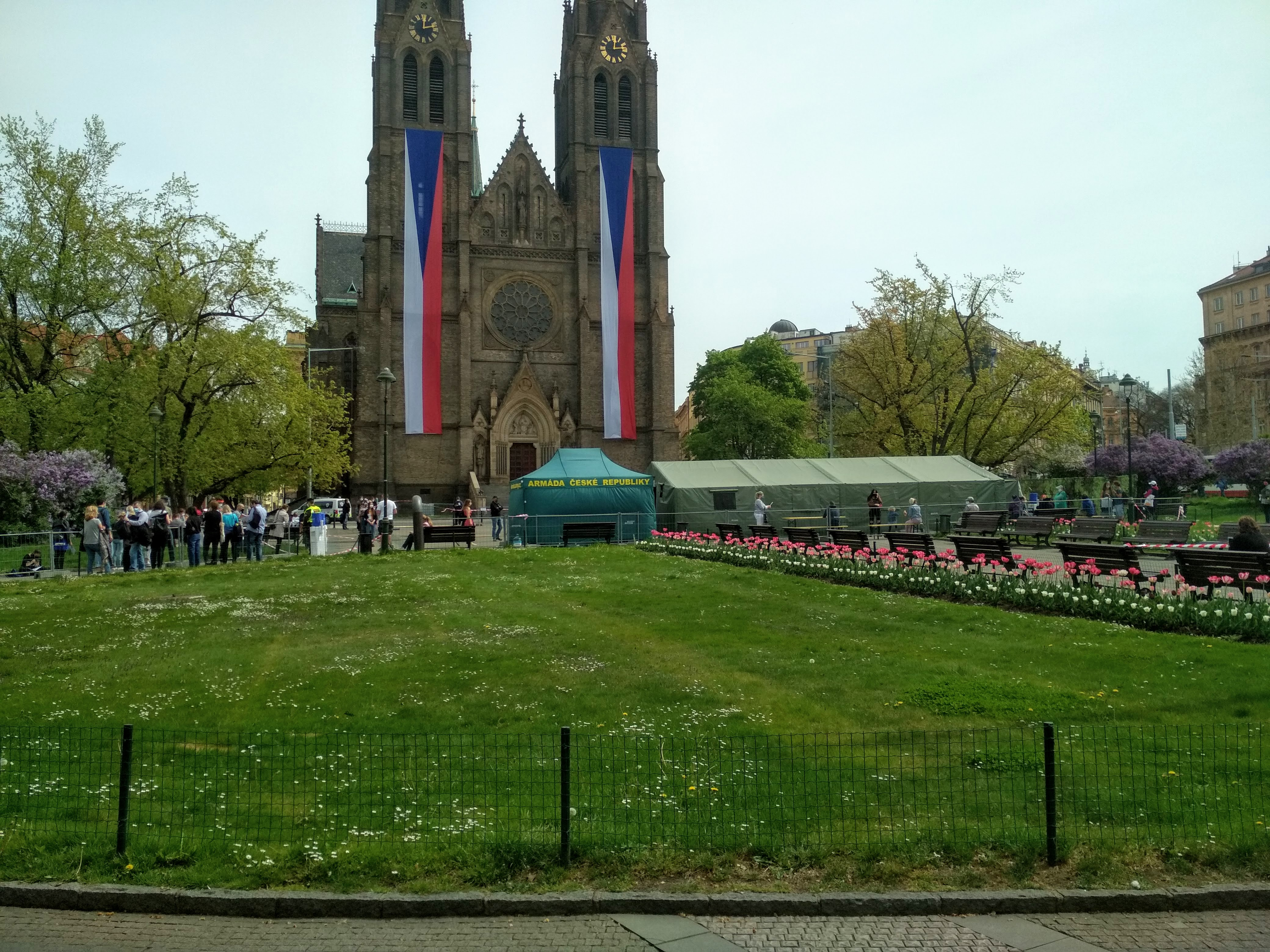
Pandemie covidu-19, fronta na testování v Praze

Vítězem souhrnně za všechny kraje se stalo hnutí ANO se 178 mandáty, na druhém místě se s 99 mandáty umístili Piráti a ODS. Poslední jmenované se podařilo vyjednat čtyři hejtmanská křesla, zatímco ANO získalo hejtmana jen v Ústeckém, Moravskoslezském a Zlínském kraji. V ostatních krajích se hnutí ANO dostalo do opozice, přestože obsazovalo přední místa co do počtu hlasů voličů. Volby znamenaly významný propad pro vládní ČSSD, jejímž jediným hejtmanem zůstal Martin Netolický kandidující v rámci koalice 3PK. KSČM ztratila svého jediného hejtmana, Oldřicha Bubeníčka, v kraji Ústeckém. KDU-ČSL ztratila hejtmanství ve Zlínském kraji, získala však Jihomoravský kraj. Výrazně posílilo hnutí STAN, které zvítězilo ve Středočeském a Libereckém kraji a po volbách získalo čtyři hejtmany.
V senátních volbách se podařilo získat či obhájit nejvíce mandátů hnutí STAN, a to 11 senátorů, druhé místo obsadila ODS s pěti senátory. Obě vládní strany, ANO i ČSSD, uspěly dohromady v jediném obvodu. Pro ČSSD to znamenalo ztrátu potřebných min. 5 křesel pro udržení vlastního senátorského klubu. V listopadu 2020 se vládní subjekty spojily v jediném klubu nazvaném PROREGION.
Preference jednotlivých stran se dále změnily s příchodem tzv. „druhé vlny“ koronavirové epidemie na podzim 2020. Zejména hnutí ANO bylo vyčítáno, že premiér Babiš situaci podcenil a nechtěl zavádět přísná opatření kvůli obavě ze ztráty popularity před blížícími se krajskými volbami. Průzkumy začaly hnutí ANO předpovídat významné propady oproti výsledku z voleb v roce 2017. Na začátku listopadu zveřejnila agentura STEM/MARK průzkum, podle kterého téměř dvě třetiny Čechů zastávají postoj, že vláda nedokáže jasně obhájit svoje kroky v boji s nemocí covid-19. Další potvrzení trendu zisků pod 5 % se objevilo taktéž u ČSSD a KSČM. Naopak lehký nárůst byl v říjnu pozorován u STAN, což mohlo být důsledkem jejich úspěchu v krajských a senátních volbách. Mírně začaly růst rovněž preference SPD, které se definitivně vrátily k hodnotám okolo 10 %, což může být způsobeno radikálně odmítavým postojem k vládním opatřením proti covidu-19.[zdroj?]
Aby opoziční strany dosáhly výhody v původním znevýhodňujícím systému přidělování mandátů, kdy silnější kandidující subjekt potřebuje početně úměrně méně hlasů k zisku mandátu, začaly finišovat přípravy na volební koalice. Připravovalo se uskupení středopravých konzervativnějších stran ODS, TOP 09 a KDU-ČSL, a druhé uskupení, středové liberálnější dvojice Pirátů a STAN. Na začátku října hnutí STAN odsouhlasilo jednání s Piráty o koalici, což později, 23. listopadu, obdobně schválili členové Pirátů vnitrostranickým referendem. Pro koalici hlasovalo 81 % členů, účast byla 80 %. Strany ODS, TOP 09 a KDU-ČSL oznámily podpis memoranda v půli října, spolu s tím, že lídři zúčastněných stran budou v čele kandidátek za své rodné kraje. Počátkem prosince představily ideové základy spolupráce a jméno pro svou koalici – SPOLU. Zároveň oznámily záměr do konce ledna 2021 dokončit koaliční smlouvu a do konce února pak program. Šéf ODS, Petr Fiala, i šéf KDU-ČSL, Marian Jurečka, odmítli, že by mělo dojít k rozdělení uskupení po volbách (vyjma vytvoření vlastních poslaneckých klubů) či spolupráci s hnutím ANO. Koaliční smlouvu dvojice Piráti a STAN představili oba subjekty 22. prosince.
Na začátku prosince oznámil ambici kandidovat do sněmovních voleb s novým subjektem Mikuláš Minář, bývalý předseda spolku Milion chvilek pro demokracii. Ten tak chce oslovit část voličů hnutí ANO, což se nemělo podařit opozičním stranám. Jeho projekt, Lidé PRO, nabízí voličům komunikaci se všemi napříč regiony a místem ve společnosti, zjistit a naslouchat skutečným problémům občanů a získané informace předat expertům k řešení na základě dat. Po ohlášení se na Mináře a jeho hnutí sneslo mnoho ohlasů, ale také kritiky, Minář protiargumentoval, že mají skutečně zájem hledat, co lidi trápí, a že je to lepší než zůstat pasivní. Jeho hnutí předvolební průzkumy nenahrávaly.
Termín konání voleb definitivně stanovil prezident Miloš Zeman těsně před koncem roku 2020.

#### 2021

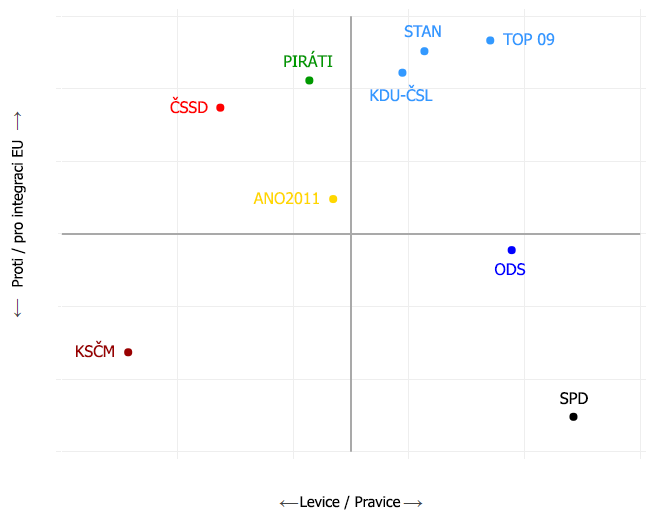
České politické strany podle pravolevé politické ideologie a postojů k integraci v rámci EU

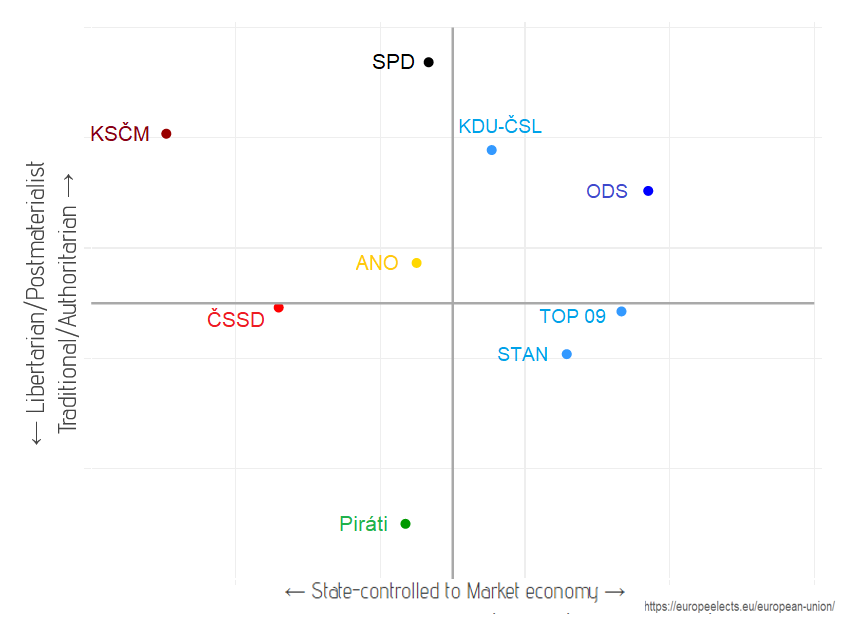
České strany podle tradiční nebo libertariánské politiky a postoji k řízení ekonomiky

Podle vyjádření politologů v lednu 2021 se zdála být hrozba, že se ČSSD a KSČM do sněmovny nedostanou, jako reálná. To mohlo znamenat, že Andrej Babiš nebude mít s kým sestavit vládu a skončí v opozici. Potenciální problém ale mohla mít i trojice stran kandidujících v rámci SPOLU, protože toto spojení mohlo odradit mnoho jejich voličů.
6. ledna nabídla svou podporu koalici SPOLU trojice menších konzervativních politických subjektů, Konzervativní strana, Koruna Česká (monarchistická strana Čech, Moravy a Slezska) a Klub angažovaných nestraníků. Jednání, která zpočátku vypadala nadějně, se ale následně zadrhla a kvůli neochotě SPOLU jednat o návrzích menších stran nakonec k dohodě nedošlo. Samostatnou kandidaturu později oznámila Koruna Česká (s podporou Konzervativní strany), naopak Klub angažovaných nestraníků zůstal věrný SPOLU.
Dne 7. ledna širší vedení STAN schválilo volební koalici a smlouvu s Piráty. Předseda strany, Vít Rakušan, vyjádřil naději, že Piráti ve vlastním referendu na celostátním fóru dají taktéž souhlas. Řekl také, že obě strany počítají s vlastními poslaneckými kluby, ale společným pohybem buď do vlády, nebo do opozice. Dne 12. ledna schválilo 79 % hlasujících členů Pirátů koalici se STAN, podpis koaliční smlouvy proběhl 21. ledna a de facto tak vznikla předvolební koalice Piráti a Starostové. Zájem o spolupráci s touto koalicí projevila Strana zelených, spolupráce však nakonec byla odmítnuta s poukazem na to, že Piráti a Starostové již mají připravené kandidátky. Strana zelených souběžně s tím jednala s hnutím Lidé PRO Mikuláše Mináře a s ČSSD.
Hnutí ANO a ČSSD, které tvořily menšinovou vládu, v té době odmítly možnost své koaliční spolupráce při volební kampani, kterou nadnesl jako hypoteticky možnou v rozhovoru pro tisk prezident Miloš Zeman. Někteří sociální demokraté vyjádřili už dříve zájem o spolupráci se Stranou zelených. Jana Maláčová oznámila 9. ledna 2021 prostřednictvím tweetu souhlas vedení strany k jednání i s dalšími subjekty, např. také zástupci odborů, pro sestavení levicového bloku.
Koncem ledna oznámil vstup do politiky bývalý šéf Útvaru pro odhalování organizovaného zločinu Robert Šlachta, známý zejména kontroverzním policejním zásahem na Úřadu vlády v červnu 2013. Své nově založené hnutí Přísaha označil za středové a silně protikorupční. Za další programové priority označil transparentnost a odmítnutí eura a imigrace.
Dne 3. února vyhlásil Ústavní soud rozhodnutí o starším návrhu skupiny senátorů, napadajícím část volebního zákona, zvláště otázku přerozdělování mandátů dle krajů a D'Hondtovy volební formule, a také hranice pro vstup stran a koalic do skrutinia. S výjimkou 5 % hranice pro jednotlivé strany či hnutí napadená ustanovení ÚS nálezem zrušil.
Původně lednový sjezd ČSSD byl už v listopadu 2020 přesunut na 9. a 10. dubna, a to z důvodu pandemické situace, 15. února oznámil její místopředseda a ministr zahraničních věcí, Tomáš Petříček, úmysl kandidovat na předsedu strany. Zdůvodnil to přáním změnit strategii strany a zachránit ji před pádem na dno. Byl tak protikandidátem dosavadnímu předsedovi a ministru vnitra, Janu Hamáčkovi, který oznámil o týden později záměr obhájit mandát.
Jednotlivé strany koalice SPOLU na přelomu února a března schválily koaliční smlouvu, nejprve TOP 09 dne 26. února, ODS dne 3. března a nakonec KDU-ČSL dne 5. března. Tímto došlo i k potvrzení kandidátek, jak bylo předem domluveno. Podrobnosti z chystaného programu přislíbili zveřejňovat v následujících týdnech.
Na společné tiskové konferenci 4. března oznámili lídři Trikolóry, Svobodných a Soukromníků plán společně kandidovat do sněmovních voleb. Předseda Trikolóry, Václav Klaus mladší, popsal spojenectví jako „alternativu k současnému levicovému a protinárodnímu směřování české politiky“. Cílem má být podle Libora Vondráčka, předsedy Svobodných, hájit mimo jiné kapitalismus, svobodu, českou korunu, demokracii a národní stát. 23. března Václav Klaus ml. ovšem oznámil, že nebude kandidovat v parlamentních volbách a rezignoval na předsednickou funkci. Zdůvodnil to nedostatkem pozitivní energie, bez ní a s rozzlobeností se podle něj politika dělat nedá. Vedení hnutí převzala první místopředsedkyně a poslankyně Zuzana Majerová Zahradníková.
24. března oznámil konec svého hnutí Lidé PRO Mikuláš Minář. Důvodem bylo nesehnání dostatečného množství podpisů, jejichž nasbíráním Minář podmínil již dříve účast hnutí ve volbách. Následně Minář podpořil koalici Piráti a Starostové a koalici SPOLU.
Během zimy 2021 průzkumy ukazovaly stoupající podporu koalice Piráti a Starostové, ta se dle průzkumů pohybovala kolem 25 %, nejvíce jí přisoudil průzkum společnosti Kantar, podle kterého by na přelomu února a března 2021 získala 34 % hlasů. Podpora hnutí ANO nadále stagnovala nebo mírně klesala, pohybovala se taktéž kolem 25 %. Podpora koalice SPOLU se prozatím pohybovala mezi 17 až 22 %, což bylo pod očekáváním lídrů této koalice.[zdroj?] Nadále pokračoval posun ČSSD pod pětiprocentní hranici, jen o málo lepší podporu měla KSČM. SPD pokračovalo v mírném navyšování podpory a stability kolem 9 až 11 %. Ostatní strany zůstávaly pod hranicí 5%.
V dubnu 2021 proběhla již třetí změna na postu ministra zdravotnictví během koronavirové pandemie. Jana Blatného, který měl spory s premiérem Babišem a prezident Zeman vyzýval k jeho odvolání kvůli Blatného odmítavému postoji k použití neschválených vakcín, nahradil ředitel Fakultní nemocnice Královské Vinohrady Petr Arenberger. V této době rovněž proběhl online sjezd ČSSD, post předsedy této strany obhájil Jan Hamáček, jeho hlavní protikandidát Tomáš Petříček neuspěl. Vedení ČSSD navíc nově obsadili pouze příznivci Jana Hamáčka a vládní spolupráce s ANO. V důsledku toho přišel ministr zahraničí Petříček o několik dní později i o svůj ministerský post. V reakci na tyto změny oznámila Strana zelených konec vyjednávání o zvažované předvolební koalici s ČSSD a 14. dubna zveřejnila výzvu k vytvoření demokratického, ekologického a sociálního projektu pro volby.
19. dubna oznámila KSČM vypovězení toleranční dohody vlády Andreje Babiše. Zdůvodnila to nesplněním dohodnutých podmínek výměnou za podporu vlády komunisty. Strany tvořící do voleb koalici SPOLU vyzvaly následně předsedu vlády k předstoupení před Sněmovnu s žádostí o důvěru, ten to ale odmítl a řekl, že chce dovládnout do voleb. Předseda Pirátů, Ivan Bartoš, se vyslovil naopak pro rozpuštění dolní komory, kdy samotné vyhlášení nedůvěry vládě by mohlo znamenat předat moci fakticky do rukou prezidenta Zemana.
Dne 12. května představitelé koalic SPOLU a Piráti a Starostové oznámili, že mají dostatek podpisů ke svolání mimořádné schůze PS, na které se bude hlasovat o nedůvěře vládě. Dohodli se, že bude svolána až v červnu, kdy Česko opustí poslední ruský diplomat (viz kauza Vrbětice). Představitelé zbylých opozičních klubů resp. stran SPD a KSČM již dříve avizovali, že by hlasovali pro nedůvěru vládě Andreje Babiše. Tomuto předcházel neúspěšný úmysl o rozpuštění PS z iniciativy koalice Pirátů a Starostů, kdy jediné kluby, které by podle Ivana Bartoše byly pro, byly právě ty z koalice SPOLU, a tak se rozhodli mimořádnou schůzi nesvolat. Mimořádná schůze k vyslovení nedůvěry vlády se konala 3. června. Vláda nakonec i svůj třetí pokus o vyslovení nedůvěry přežila, a to díky změně postoje poslanců KSČM, kteří před hlasováním opustili sál Poslanecké sněmovny.

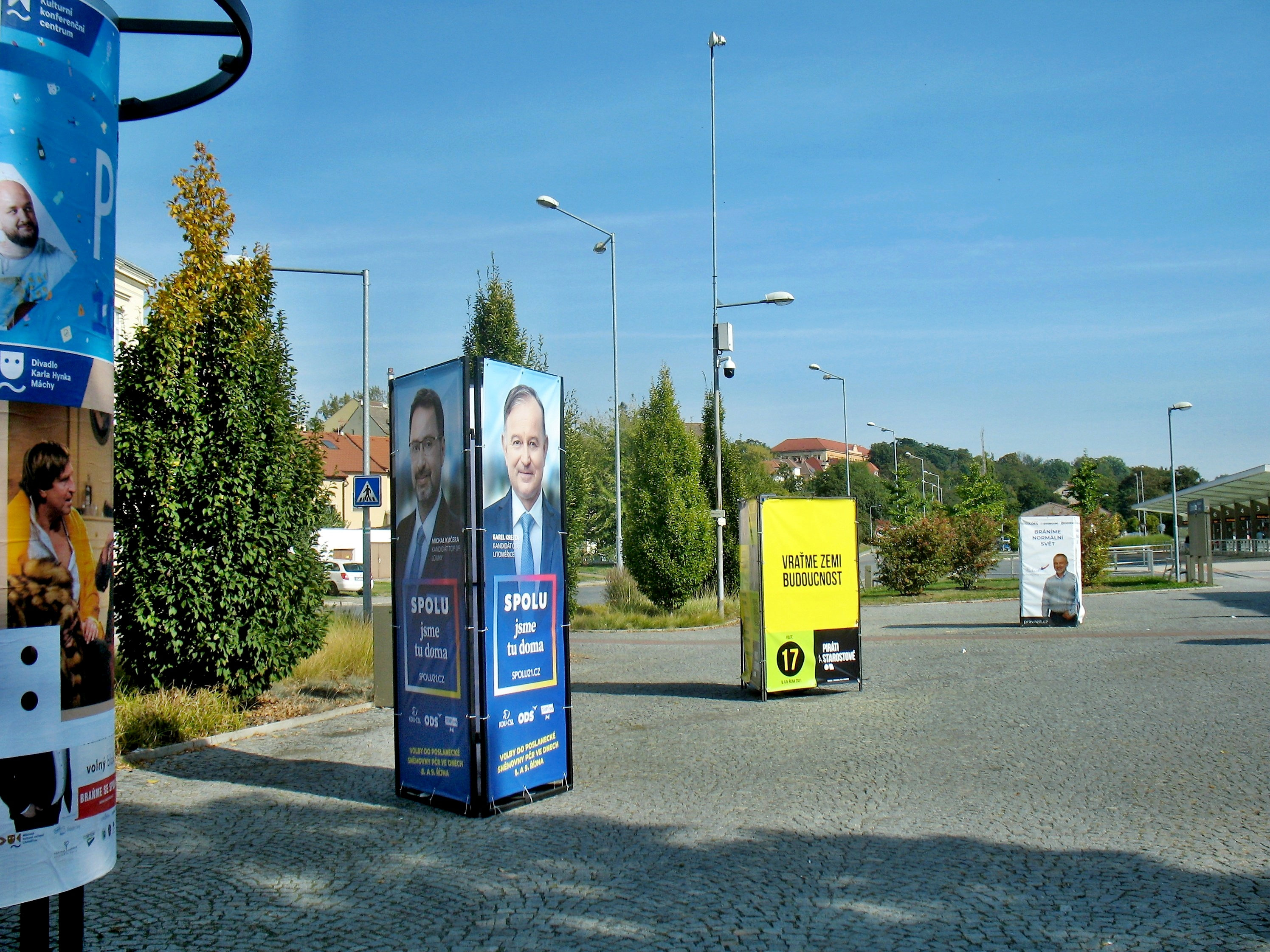
Poutače politických stran na prostranství před nádražím Litoměřice město, říjen 2021

Během jarních měsíců a zvláště před letními měsíci výrazně poklesly preference koalici Pirátů a STAN, dle průzkumu Kantaru, vydaného 27. června, především kvůli odlivu voličů od Pirátů. Důvody někteří politologové viděli ve vyjádřeních některých členů v minulosti, personáliích navrhovaných ministrů v nové vládě. Zároveň úspěch v průzkumech se zisky nad 5 % začalo nabírat hnutí Přísaha Roberta Šlachty. V podobném období se vyjádřil prezident Miloš Zeman, že by ve volbách podpořil hnutí ANO, dává mu k dobrému prý větší podíl na ekonomické situaci a zvládnutí pandemie.
V červenci oznámila Jana Bobošíková svou účast na kandidátce Volného bloku, strany, jejímž lídrem byl poslanec Lubomír Volný, a o pár týdnů později i Hana Lipovská, členka Rady ČT. Volný blok byl podporován ve své kandidatuře mimo jiné DSSS, či Blokem proti islamizaci. Rozhodnutí Lipovské kandidovat bylo kritizováno jednak z hlediska práva, neboť zákon ukládá členům Rady ČT nebýt spojení mimo jiné s politickými stranami a hnutími, jednak ze strany České biskupské konference, kterou ve stejné době na konci července doplnil i otevřený dopis žádající distanc katolické církve od Lipovské i člena Rady Českého rozhlasu, Josefa Nerušila, jenž kandidoval za SPD.
Dne 9. srpna zahájila kampaň Koruna Česká (monarchistická strana Čech, Moravy a Slezska). Předseda Radim Špaček popsal programové cíle, především změnu státoprávního uspořádání z republiky na parlamentní monarchii, obnovení zemského zřízení a revizi právního řádu. Místopředseda Petr Krátký uvedl, že podle průzkumu veřejného mínění je téměř 10 % českých občanů zastánci změny z republiky na monarchii, mezi prvovoliči až 18 %. Na kandidátkách monarchistů byli také členové dalších menších stran, jako je Konzervativní strana a Morava 1918.

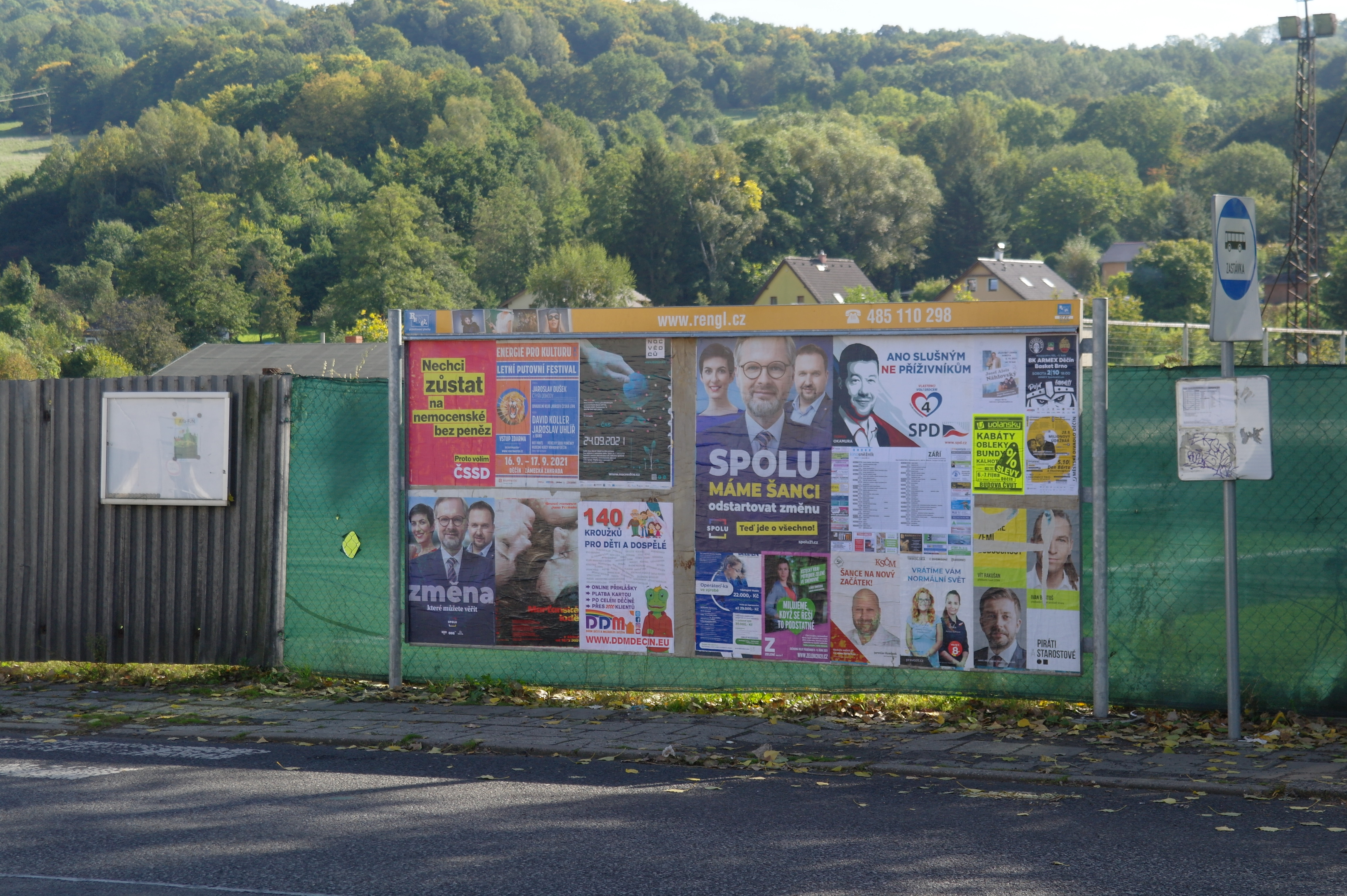
Plakáty předvolební kampaně v Jílovém na Děčínsku v říjnu 2021

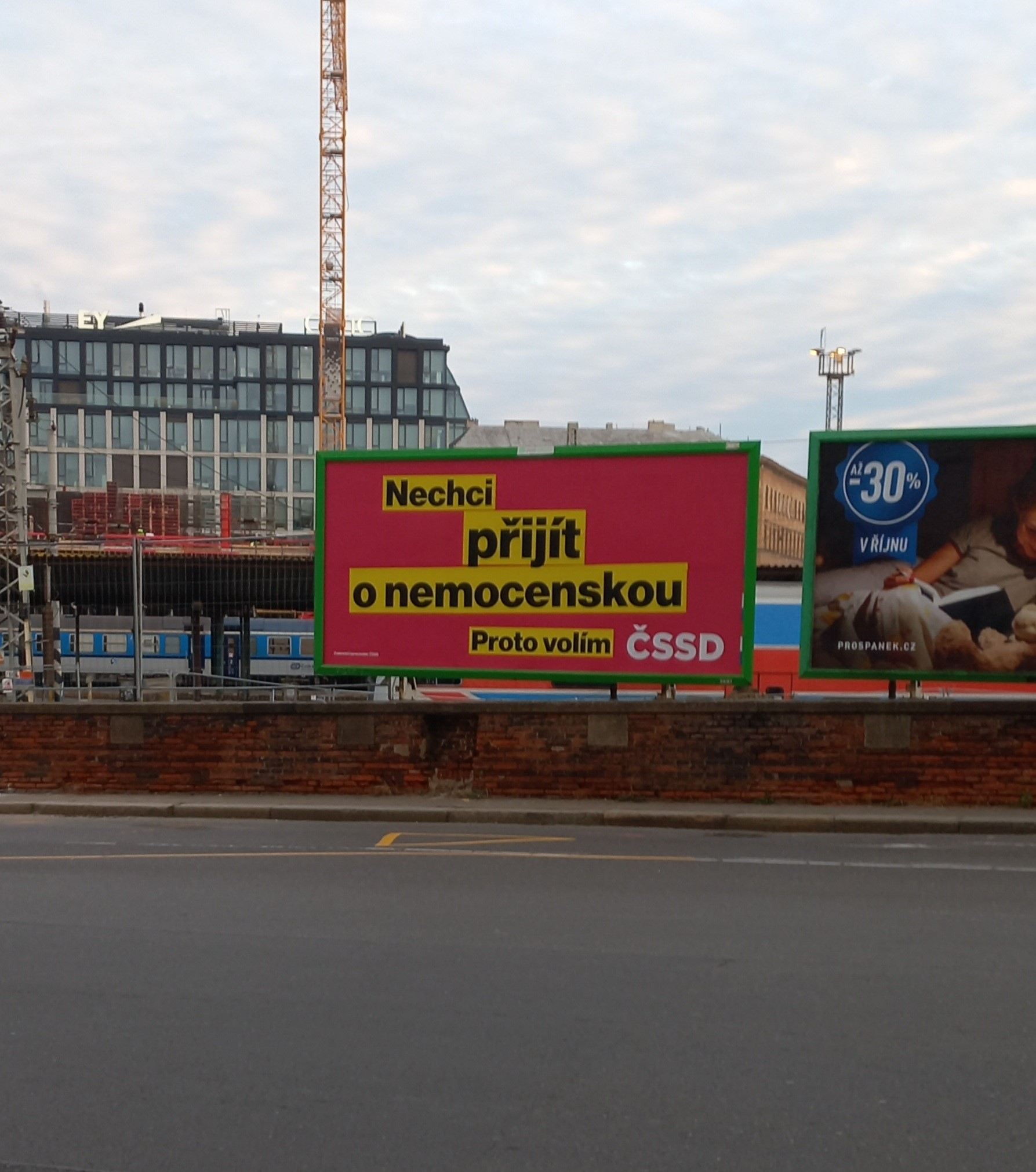
Kampaň ČSSD před volbami

Kampaň ČSSD byla oficiálně zahájena 22. srpna. Za své priority označili životní jistoty občanů, konkrétně třeba zabránění privatizaci zdravotnictví, umožnění vlastního bydlení, zvýšení platů v sociální sféře a další. Podporu vyjádřil ČSSD i prezident Miloš Zeman, vyzval své voliče, aby v případě že nebudou volit ANO, volili ČSSD. Již dříve zaujali pozornost dva kandidáti sociální demokracie, Jana Maláčová, ministryně práce a sociálních věcí, a Matěj Stropnický, bývalý předseda Strany zelených a nynější poradce Jany Maláčové. Oba byli přítomni červencové kontrole Inspektorátu práce v továrně ve městě Krupka. Obrazový záznam z dění uvnitř podniku, který pořídil Matěj Stropnický, mohl podle některých právníků porušovat zákon, protože na zjištěné uvnitř kontrolované firmy se vztahuje mlčenlivost. Zároveň bylo nejasné, zda byli oba oprávněni kontrolory doprovázet. Ministryně Maláčová přes kritiku trvala na zájmu pokračovat v účasti na podobných kontrolách i nadále.
Strana zelených započala svou kampaň na konci června. Představitelé strany označili za zásadní body změnu klimatu, jeho ochranu a například i dostupnost bydlení. Lídryní se stala Magdalena Davis, spolupředsedkyně strany. Ostrou fázi kampaně pak spustili na brněnském náměstí Svobody 31. srpna, vedle již zmíněných otázek změny a ochrany klimatu přítomní zdůraznili význam přítomnosti žen v politice a jejich malý podíl na politickém i veřejném životě v Česku.
Během předvolebních měsíců se často objevovaly spekulace, zda by minimálně část koalice SPOLU nedala přednost vládní spolupráci nikoliv s koalicí Piráti a Starostové, ale s hnutím ANO. Martin Kuba, hejtman Jihočeského kraje, se vyjádřil, že nechce, aby ODS dělala minoritního partnera Pirátům a že svět, který reprezentují, dle něj není "moc veselejší" než ten, který reprezentuje hnutí ANO. Europoslanec za ODS, Alexandr Vondra, připustil sympatie k některým osobnostem Pirátů včetně předsedy Bartoše, ale naopak ukázal na rozdíly v hlasování pirátských europoslanců v rámci Evropského parlamentu, které mezi ním a hlasováním ostatních českých stran pozoruje. Spolupráci s ANO po volbách nevyloučil, naopak přítomnost Andreje Babiše ve vládě označil za nepřekročitelnou podmínku. Předseda ODS Petr Fiala opakovaně odmítl spolupráci s ANO a upozornil na domluvu o společném směřování všech tří stran i v povolebním vyjednávání. Pirátskou stranu popsal jako novou levici, ale zároveň jako partnera pro změnu. Na začátku září v rozhovoru uvedl starosta Prahy 6, Ondřej Kolář (TOP 09), že je třeba „s výjimkou extremistů“ nevylučovat spolupráci s kýmkoliv. Zástupci vedení TOP 09 však jednoznačně variantu spolupráce s ANO vyloučili a Koláře za výrok kritizovali.
Podle průzkumů bez koalic by vypadla ze sněmovny strana TOP 09, která mívá poslední rok před těmito volbami 3,5 až 4,1 % hlasů, stejně tak by také dopadla podle průzkumů strana KDU-ČSL.
17. září předseda KDU-ČSL Marian Jurečka v rozhovoru pro Studio N vyloučil vstup do vlády s Piráty a Starosty, pokud nezaručí, že vláda neschválí zákon povolující manželství pro stejnopohlavní páry. Piráti a Starostové na to zareagovali s tím, že odmítají, aby se tento zákon stal rukojmím v povolebních vyjednávání. Jurečka později ustoupil a již by netrval na této záruce.
Posledních několik týdnů před volbami začaly stoupat preference koalice SPOLU, naopak hnutí ANO, které se během léta již vracelo na své původní hodnoty z doby před pandemií covidu-19, začalo znovu stagnovat či mírně klesat. Podpora hlavních tří uskupení tak byla v případě hnutí ANO kolem 24–27 %, v případě SPOLU kolem 21–24 % a v případě Pirátů a STANu mezi 19 a 21 %. V této době rovněž začal výrazně stoupat vliv Starostů v jejich koalici s Piráty. Na ty útočila již od června ostrá dezinformační kampaň, zejména od představitelů hnutí ANO a SPD.

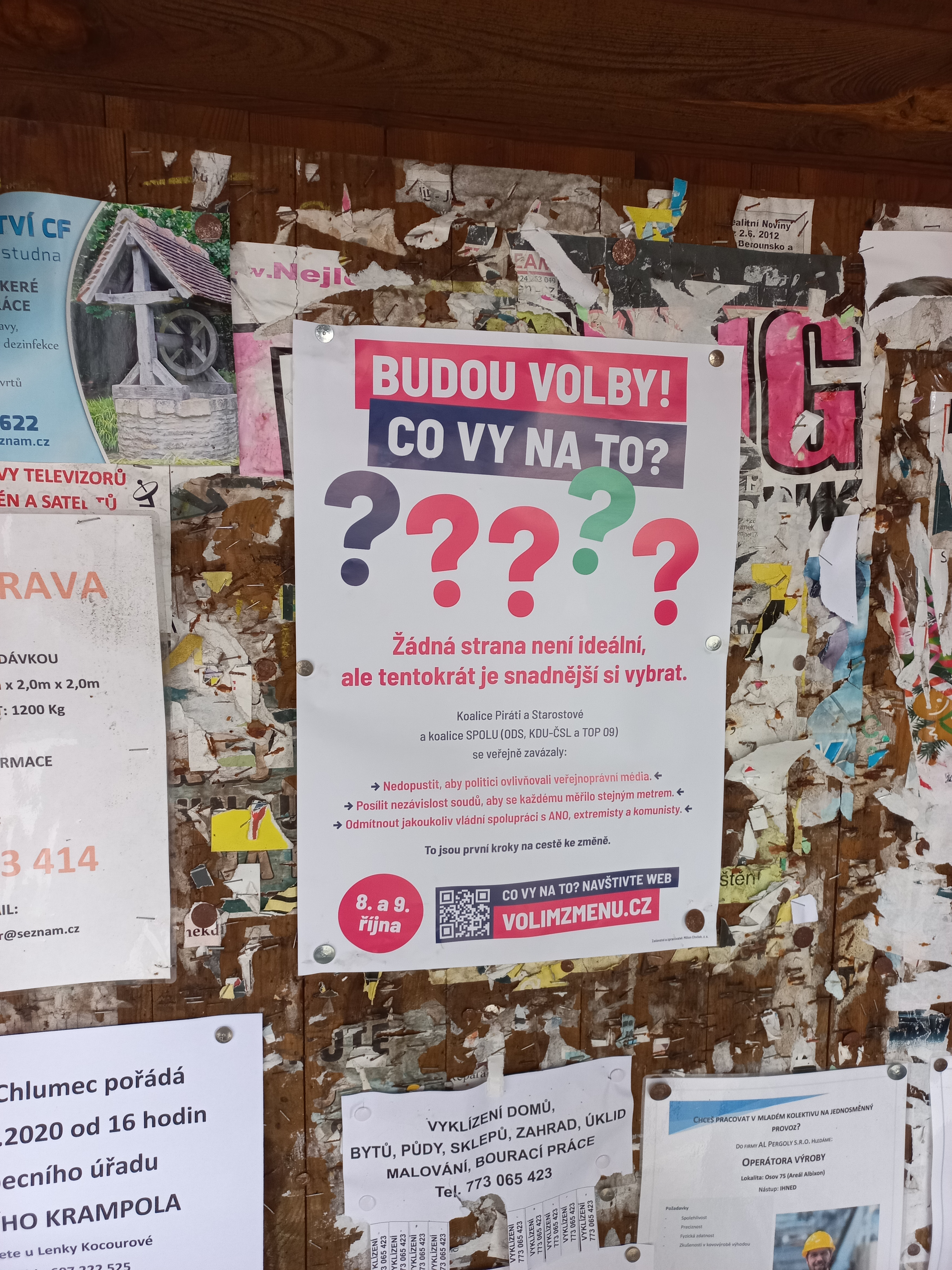
Kampaň spolku Milion chvilek pro demokracii na podporu koalice SPOLU a koalice Piráti a Starostové před volbami

Jako nejúspěšnější v předvolebních debatách byli opakovaně hodnoceni lídr koalice SPOLU Petr Fiala a předseda Starostů Vít Rakušan.
Do volebního týdne pak zasáhla kauza Pandora Papers, týkající se premiéra Babiše a údajného praní špinavých peněz. Premiéra Babiše před volbami podpořil maďarský kontroverzní premiér Viktor Orbán, který přijel i na předvolební mítink hnutí ANO v Ústeckém kraji, koalici SPOLU pak podpořil rakouský premiér Sebastian Kurz. Ve volebním týdnu již nebylo možné zveřejňovat předvolební průzkumy, odhadovalo se však, že začíná stoupat koalice SPOLU, což naznačovali i politici této koalice na základě svých interních průzkumů. Obecně se však předpokládala výhra hnutí ANO, výsledky voleb tak znamenaly překvapení.

### Kampaň spolku Milion chvilek pro demokracii
Zvláštností voleb byla rozsáhlá kontaktní kampaň spolku Milion chvilek pro demokracii na podporu koalic SPOLU a Piráti a Starostové. Ve smyslu, že tato kampaň volby ovlivnila ve prospěch obou zmíněných koalic, se vyjadřovali jak politologové, tak někteří opoziční i koaliční politici.

## Kandidující subjekty
Do Poslanecké sněmovny kandidovaly tyto koalice, strany a hnutí, podle abecedy:
| Název                                                       | Logo | Volební číslo | Lídr                         | Foto | Počet kandidátů | Kraje | Poznámka |
| ----------------------------------------------------------- | ---- | ------------- | ---------------------------- | ---- | --------------- | ----- | --- |
| Aliance národních sil                                       |      | 7             | Vladimíra Vítová             |      | 343             | 14    | podpora: Národní demokracie |
| Aliance pro budoucnost                                      |      | 9             | Pavel Sehnal                 |      | 341             | 14    | podpora: Agrární demokratická strana; Demokratická strana zelených – Za práva zvířat; Rozumní; Starostové PRO kraj; Strana konzervativní pravice – Řád národa; Zdraví Sport Prosperita |
| ANO 2011                                                    |      | 20            | Andrej Babiš                 |      | 343             | 14    | |
| Česká strana sociálně demokratická                          |      | 5             | Jan Hamáček                  |      | 343             | 14    | podpora: Patrioti Olomouckého kraje |
| Hnutí Prameny                                               |      | 10            | bez celostátního lídra       |      | 205             | 14    | podpora: Cesta odpovědné společnosti; Strana národní svobody; Národ Sobě |
| Komunistická strana Čech a Moravy                           |      | 18            | Vojtěch Filip                |      | 343             | 14    | podpora: Komunistická strana Československa |
| Koruna Česká (monarchistická strana Čech, Moravy a Slezska) |      | 16            | Radim Špaček                 |      | 262             | 14    | podpora: Konzervativní strana; Morava 1918; Sdružení pro místní správu |
| Levice                                                      |      | 11            | bez celostátního lídra       |      | 63              | 3     | |
| Moravané                                                    |      | 22            | Ctirad Musil                 |      | 197             | 6     | |
| Moravské zemské hnutí                                       |      | 19            | Ondřej Hýsek                 |      | 65              | 3     | |
| Nevolte Urza.cz.                                            |      | 15            | Martin Urza                  |      | 15              | 14    | |
| Otevřeme Česko                                              |      | 21            | Jakub Olbert                 |      | 343             | 14    | podpora: Hnutí PES; Občanská konzervativní strana |
| Piráti a Starostové                                         |      | 17            | Ivan Bartoš                  |      | 343             | 14    | koalice České pirátské strany a Starostů a nezávislých; podpora: Idealisté; Senátor 21; Starostové pro Liberecký kraj; Čisté Budějovice                                                |
| Přísaha – občanské hnutí Roberta Šlachty                    |      | 12            | Robert Šlachta               |      | 342             | 14    | |
| Senioři 21                                                  |      | 14            | Jaromír Fojtík               |      | 40              | 5     | |
| SPOLU                                                       |      | 13            | Petr Fiala                   |      | 343             | 14    | koalice Občanské demokratické strany, KDU-ČSL a TOP 09; podpora: Klub angažovaných nestraníků; Spojení demokraté – Sdružení nezávislých; SNK Evropští demokraté                        |
| Strana zelených                                             |      | 1             | Magdalena Davis              |      | 343             | 14    | |
| Svoboda a přímá demokracie                                  |      | 4             | Tomio Okamura                |      | 343             | 14    | |
| Švýcarská demokracie                                        |      | 2             | Tomáš Raždík                 |      | 60              | 14    | podpora: Strana státu přímé demokracie – Strana práce; Strana občanské sebeobrany; Republikánská strana zemědělského a malorolnického lidu                                             |
| Trikolora Svobodní Soukromníci                              |      | 8             | Zuzana Majerová Zahradníková |      | 342             | 14    | podpora: Strana soukromníků České republiky; Svobodní; Občanský manifest - Pravá Svoboda a Prosperita; Strana nezávislosti České republiky; Slušní lidé                                |
| Volný blok                                                  |      | 3             | Lubomír Volný                |      | 343             | 14    | předsedkyní strany byla v době konání voleb Jana Volfová podpora: Bezpečnost, Odpovědnost, Solidarita; Dělnická strana sociální spravedlnosti; Jednotní; Národní domobrana             |
| Volte Pravý blok                                            |      | 6             | Petr Cibulka                 |      | 27              | 1     | |

## Preference politických stran

### Předvolební průzkumy
| Průzkum                                 | ANO  | SPOLU (ODS, TOP 09 a KDU-ČSL) | Piráti a Starostové (Piráti a STAN) | SPD  | KSČM | ČSSD | Přísaha | Trikolóra + Svobodní + Soukromníci | Zelení | ostatní |
| --------------------------------------- | ---- | ----------------------------- | ----------------------------------- | ---- | ---- | ---- | ------- | ---------------------------------- | ------ | ------- |
| STEM (24. září – 30. září 2021)         | 27,3 | 21,4                          | 17,4                                | 12,3 | 6,5  | 4,4  | 5,7     | 1,8                                | 1,6    | 1,7     |
| Median (23. září – 29. září 2021)       | 25,2 | 20,9                          | 19,4                                | 10,1 | 4,4  | 5,6  | 3,9     | 4,5                                | 2,1    | –       |
| Kantar (13. září – 22. září 2021)       | 24,5 | 23,0                          | 20,5                                | 11,5 | 5,0  | 4,5  | 4,0     | 2,5                                | –      | 4,5     |
| Data Collect (30. srpna – 8. září 2021) | 25,0 | 22,0                          | 21,0                                | 9,0  | 5,5  | 4,0  | 4,5     | 3,5                                | –      | 5,5     |
| STEM (31. srpna – 8. září 2021)         | 32,4 | 20,0                          | 18,0                                | 11,8 | 5,4  | 4,4  | 2,2     | 3,3                                | –      | 2,4     |
| Median (1. srpna – 2. září 2021)        | 27,0 | 21,0                          | 20,5                                | 9,0  | 6,0  | 4,5  | 4,0     | 3,0                                | 2,5    | 2,5     |
| Kantar (2. – 13. srpna 2021)            | 27,5 | 21,0                          | 21,0                                | 10,0 | 5,0  | 3,5  | 6,0     | 2,0                                | –      | 4,0     |
| STEM (9. – 12. srpna 2021)              | 31,1 | 21,7                          | 18,7                                | 11,2 | 5,8  | 4,6  | 3,3     | 3,1                                | 0,2    | 0,4     |
| Median (1. – 30. července 2021)         | 26,0 | 21,5                          | 20,0                                | 7,0  | 6,0  | 4,5  | 6,5     | 3,0                                | 2,5    | 3,0     |
| CVVM (26. června – 11. července 2021)   | 23,5 | 21,5                          | 21,0                                | 9,0  | 8,0  | 6,5  | 3,0     | 2,5                                | 2,0    | 3,0     |
| STEM (21. – 29. června 2021)            | 26,7 | 17,4                          | 24,1                                | 10,9 | 5,5  | 5,5  | 5,1     | 2,6                                | 1,6    | 0,6     |
| Kantar (7. – 18. června 2021)           | 21,5 | 23,5                          | 24,0                                | 12,5 | 4,5  | 3,5  | 6,0     | –                                  | –      | 4,5     |
| Ipsos (2. – 6. června 2021)             | 23,5 | 23,1                          | 22,4                                | 9,6  | 4,7  | 4,7  | 4,6     | –                                  | –      | –       |
| Median (1. – 30. června 2021)           | 26,0 | 20,0                          | 21,5                                | 8,0  | 5,5  | 5,0  | 6,0     | 3,5                                | 2,0    | 2,5     |

### Odhad zisku mandátů
Poněvadž se poslanecká křesla dle původního znění zákona zjišťovala na základě výsledků v krajích, zároveň bylo republikové mandátové číslo a počet mandátů za kraj závislé na reálném počtu odevzdaných platných hlasů (tedy na volební účasti celkově a v každém z krajů), nebylo možné spolehlivě určit, kolik křesel získá která strana či koalice, protože dostupné průzkumy volebních preferencí postupovaly pouze s ohledem na reprezentativnost preferencí za celý stát, ne jednotlivé kraje.
O odhad se kromě jiných pokoušel průběžně aktualizovaný model na stránkách Mandáty.cz, do kterého vstupovaly výsledky průzkumů agentur CVVM, Kantar TNS, Median a STEM a u něhož bylo při výpočtu zisku mandátů „zjednodušeně uvažováno stejné rozdělení voličů každé strany mezi kraji jako v volbách 2017, stejně jako počet mandátů v kraji.“
| k 4. říjnu 2021           | ANO          | SPOLU (ODS, TOP 09 a KDU-ČSL) | Piráti a Starostové (Piráti a STAN) | SPD          | KSČM        |
| ------------------------- | ------------ | ----------------------------- | ----------------------------------- | ------------ | ----------- |
| model \| odhad (interval) | 64 (50 – 73) | 50 (39 – 60)                  | 48 (35 – 56)                        | 25 (16 – 33) | 13 (0 – 18) |
| změna \| odhad proti 2017 | ▼ -14        | ▲ +8                          | ▲ +20                               | ▲ +3         | ▼ -2        |

## Povolební situace
Ještě v den voleb se sešli předsedové a předsedkyně stran koalic SPOLU a Pirátů a Starostů, aby se zavázali k tomu, že nikdo z nich nebude vyjednávat o vládě s jinými subjekty. Učinili tak prostřednictvím memoranda, které všech pět z nich podepsalo. V memorandu dále žádají prezidenta republiky Miloše Zemana, aby pověřil Petra Fialu jednáním o sestavení vlády na půdorysu těchto stran.
10. října předseda hnutí ANO Andrej Babiš navštívil prezidenta republiky v Lánech. Babiš se po jednání nestandardně nezastavil u novinářů, areál opustil vedlejším vchodem. Krátce po jeho odjezdu byl Miloš Zeman v doprovodu limuzín odvezen ambulancí do Ústřední vojenské nemocnice, kde byl dle slov ředitele nemocnice Zavorala hospitalizován na jednotce intenzivní medicíny, a to kvůli komplikacím chronického onemocnění. Z pořízených záběrů je patrné, že Zeman je v „bezvládném stavu“, podle kancléře Mynáře měl ale jen spát. V souvislosti se zdravotním stavem prezidenta republiky se začalo spekulovat o využití článku 66 ústavy Archivováno 10. 10. 2021 na Wayback Machine., tedy o situaci, kdy prezident republiky nemůže ze závažných důvodů vykonávat svůj úřad, a novou vládu by tak jmenoval předseda poslanecké sněmovny.
Miroslav Zavoral v dopise 13. října pro předsedu Senátu Miloše Vystrčila uvedl, že Miloš Zeman v současné době není schopen ze zdravotních důvodů vykonávat jakékoliv pracovní povinnosti a také, že jeho dlouhodobá prognóza je hodnocena jako krajně nejistá a Zemanův návrat do funkce je v nejbližší době málo pravděpodobný. 19. října se mají setkat předsedové sněmovních stran a předsedové senátních klubů s předsedou Senátu, aby vyhodnotili další postup. Podle Vystrčila byla aktivace článku 66 nevyhnutelná. Toto se však nepotvrdilo a začátkem listopadu z jeho aktivace sešlo.
10. listopadu byla na post předsedkyně poslanecké sněmovny zvolena předsedkyně TOP 09 Markéta Pekarová Adamová. Koalicí bylo deklarováno, že poslanecká sněmovna bude mít nově šest místopředsedů, o jednoho více než dosud. Nová vládní koalice obsadila čtyři posty místopředsedů.
Vládu Petra Fialy, složenou z politických stran ODS, KDU-ČSL, TOP 09, Pirátů a STANu, jmenoval prezident Miloš Zeman na zámku v Lánech 17. prosince 2021. V této nové vládě přibyly tři ministerské posty navíc oproti minulé vládě, ministr pro vědu, výzkum a inovace, pro legislativu a pro Evropskou unii. Nová vláda má 17 ministrů, koalice SPOLU má deset postů a PirSTAN sedm.